# Arnaud Démare
Arnaud Démare (Beauvais, Oise, Picardia, 26 d'agost de 1991) és un ciclista francès professional des del 2012. Actualment corre a l'equip Arkéa-B&B Hotels.
Com a amateur, el 2011 es proclamà Campió del món sub-23 a Copenhaguen, després de superar a l'esprint al seu compatriota Adrien Petit i el britànic Andrew Fenn. A finals del 2011 fitxà pel FDJ com a aprenent, passant al primer equip el 2012. Ben aviat demostrà els seus dots com a esprintador, aconseguint diverses victòries de renom, com ara Le Samyn, el Gran Premi Cholet-País del Loira o una etapa del Tour de Qatar i els Tres dies de Flandes Occidental. Les principals victòries són tres Campionat de França en ruta, la Milà-Sanremo del 2016, dues etapes al Tour de França i vuit al Giro d'Itàlia, quatre en l'edició del 2020 i tres el 2022.

## Palmarès
- 2008
  - Vencedor de 2 etapes de la Copa de les Nacions Abitibi
- 2009
  - 1r a Signal d'Écouves
  - Vencedor d'una etapa del Kroz Istru
  -  Medalla de plata al Campió del món en ruta júnior
- 2010
  - 1r al Gran Premi de la vila de Pérenchies
  - Vencedor d'una etapa de la Copa de Nacions Ville Saguenay
  -  Medalla de bronze al Campionat d'Europa en ruta sub-23
- 2011
  -  Campió del món en ruta sub-23
  - 1r a La Côte Picarde
  - 1r als Boucles Catalans
  - 1r a La Tramontane
  - 1r a la Viena Clàssic sub-23
  - 1r a la Ronda Pévéloise
  - Vencedor de 2 etapes de la Copa de Nacions Ville Saguenay
  - Vencedor d'una etapa del Tour d'Alsàcia
- 2012
  - 1r a la Vattenfall Cyclassics
  - 1r a Le Samyn
  - 1r al Gran Premi Cholet-País del Loira
  - Vencedor d'una etapa del Tour de Qatar
  - Vencedor d'una etapa dels Tres dies de Flandes Occidental i de la classificació per punts
  - Vencedor d'una etapa a la Ruta del Sud
- 2013
  - 1r al Gran Premi de Denain
  - 1r als Quatre dies de Dunkerque i vencedor de 3 etapes
  - 1r al RideLondon Classic
  - 1r al Gran Premi d'Isbergues
  - Vencedor d'una etapa a la Volta a Suïssa
  - Vencedor d'una etapa a l'Eneco Tour
- 2014
  -  Campió de França en ruta
  - 1r als Quatre dies de Dunkerque i vencedor de 2 etapes
  - 1r al Tour de Picardia i vencedor de 2 etapes
  - 1r a la Halle-Ingooigem
  - 1r al Campionat de Flandes
  - 1r al Gran Premi d'Isbergues
  - 1r al Eurométropole Tour i vencedor de 3 etapes
  - Vencedor d'una etapa al Tour de Qatar
- 2015
  - Vencedor de 2 etapes a la Volta a Bèlgica
- 2016
  - 1r a la Milà-Sanremo
  - 1r a la Binche-Chimay-Binche
  - Vencedor d'una etapa a la París-Niça
  - Vencedor d'una etapa a La Méditerranéenne
  - Vencedor d'una etapa a la Ruta del Sud
- 2017
  -  Campió de França en ruta
  - 1r al Gran Premi de Denain
  - 1r a la Halle-Ingooigem
  - 1r a la Brussels Cycling Classic
  - Vencedor de 2 etapes a l'Étoile de Bessèges
  - Vencedor d'una etapa a la París-Niça
  - Vencedor d'una etapa als Quatre dies de Dunkerque
  - Vencedor d'una etapa al Critèrium del Dauphiné
  - Vencedor d'una etapa al Tour de França
- 2018
  - 1r al Tour de Poitou-Charentes i vencedor de 5 etapes
  - Vencedor d'una etapa a la París-Niça
  - Vencedor d'una etapa a la Volta a Suïssa
  - Vencedor d'una etapa al Tour de França
- 2019
  - Vencedor d'una etapa al Giro d'Itàlia
  - Vencedor de 2 etapes a la Ruta d'Occitània
  - Vencedor d'una etapa al Tour de Valònia
  - Vencedor d'una etapa a la Volta a Eslovàquia
- 2020
  -  Campió de França en ruta
  - 1r a la Milà-Torí
  - 1r al Tour de Valònia i vencedor de 2 etapes
  - 1r al Tour de Poitou-Charentes i vencedor de 3 etapes
  - Vencedor d'una etapa a la Volta a Luxemburg
  - Vencedor de 4 etapes al Giro d'Itàlia  1r de la Classificació per punts
- 2021
  - 1r a la Roue Tourangelle
  - 1r als Boucles de la Mayenne i vencedor de 3 etapes
  - 1r a la París-Tours
  - Vencedor de 2 etapes a la Volta a la Comunitat Valenciana
  - Vencedor d'una etapa a la Ruta d'Occitània
- 2022
  - 1r al Gran Premi d'Isbergues
  - 1r a la París-Tours
  - Vencedor d'una etapa a la Ruta d'Occitània
  - Vencedor de 3 etapes al Giro d'Itàlia  1r de la Classificació per punts
  - Vencedor d'una etapa a la Volta a Polònia
- 2023
  - 1r a la Brussels Cycling Classic
  - 1r al Tour de Vendée
  - 1r a la París-Bourges
  - Vencedor d'una etapa als Boucles de la Mayenne
- 2024
  - 1r a la París-Chauny
  - Vencedor d'una etapa al Tour de Poitou-Charentes

### Resultats al Giro d'Itàlia
- 2012. Abandona (14a etapa)
- 2016. Abandona (14a etapa)
- 2019. 123è de la classificació general. Vencedor d'una etapa
- 2020. 121è de la classificació general. Vencedor de 4 etapes.  1r de la Classificació per punts
- 2022. 130è de la classificació general. Vencedor de 3 etapes.  1r de la Classificació per punts

### Resultats al Tour de França
- 2014. 159è de la classificació general
- 2015. 138è de la classificació general
- 2017. Fora de control (9a etapa). Vencedor d'una etapa
- 2018. 141è de la classificació general. Vencedor d'una etapa
- 2021. Fora de control (9a etapa)
- 2024. Fora de control (19a etapa)

### Resultats a la Volta a Espanya
- 2021. 96è de la classificació general

## Premis
- Bicicleta d'or júnior: 2009
- Bicicleta d'or sub-23: 2010, 2011